# Michelle Breedt
Michelle Breedt (* 3. Juni 1967 in Südafrika) ist eine südafrikanische Opern- und Lied-Sängerin (Mezzosopran), und Hochschullehrerin.

## Leben
Michelle Breedt absolvierte ihr Gesangsstudium an der Universität Stellenbosch in Südafrika. Nach ersten Engagements an den Opernhäusern in Kapstadt und Pretoria setzte sie ihr Studium an der Guildhall School in London fort. 1990 kam sie nach Deutschland und wurde Ensemblemitglied des Kölner Opernstudios und anschließend des Staatstheaters  Braunschweig.
Im Sommer 2000 debütierte sie bei den Bayreuther Festspielen als Magdalene in Die Meistersinger von Nürnberg in der Produktion von Wolfgang Wagner unter dem Dirigat von Christian Thielemann und sang dort diese Partie in den darauffolgenden zwei Jahren. In Bayreuth sang sie 2006 im neuen Ring-Zyklus, wieder unter der Leitung von Thielemann, die Fricka. Seit 2008 interpretiert sie dort zudem die Brangäne in Christoph Marthalers Inszenierung von Tristan und Isolde. 2012 gab sie ihr Rollendebüt als Venus in Tannhäuser.
Ab September 2000 wurde sie für drei Jahre Ensemblemitglied der Wiener Staatsoper, war dort Gewinnerin der Eberhard-Waechter-Medaille und sang während dieser Zeit eine Vielzahl von Partien: Niklaus, Cherubino, Stephano (in Gounods Roméo et Juliette) und Oktavian.
Ihre internationale Tätigkeit führten sie u. a. an die Pariser Oper. Sie sang den Oktavian an der Deutschen Oper in Berlin und in einer Produktion in Amsterdam, die Dorabella und Oktavian an der Semperoper. Nach Vorstellungen in Lissabon, Ferrara und Modena sang sie diese Rolle in einer neuen Produktion in Zürich 2006/2007. Als  Cherubino trat sie 2006 in Tokio auf.

### Konzerte und Liederabende
Michelle Breedt wirkt auch als Konzert- und Liedsängerin. Seit 1997 ist sie ein regelmäßiger Gast beim Festival Schubertiade Schwarzenberg. 2004 debütierte sie mit einem Liederabend bei den Salzburger Festspielen, wo sie 2005 erneut auftrat. Breedt gastierte zudem unter anderem in der Londoner Wigmore Hall, der Berliner Philharmonie und im Berliner Schauspielhaus, im Wiener Konzerthaus und im Wiener Musikverein sowie in Italien. Sie arbeitete mit Dirigenten wie zum Beispiel Seiji Ozawa, Christian Thielemann, Bertrand de Billy, Helmuth Rilling, Franz Welser-Möst, Jeffrey Tate, Peter Schneider, Philippe Jordan und Gerd Albrecht.

### Lehrtätigkeit
Breedt unterrichtete von 2009 bis 2012 als Gastprofessorin an der Universität Stellenbosch. Weitere Gastprofessuren hatte sie an der Musikhochschule München sowie in Bern und Zürich inne. Seit 2019 ist sie Professorin an der Musikhochschule Frankfurt am Main.

## Diskografie (Auswahl)
- Erich Wolfgang Korngold: A Midsummer Night's Dream. Mit Celina Lindsey, Scot Weir, Michael Burt, Deutsches Symphonie-Orchester Berlin, Dirigent Gerd Albrecht (cpo; 1999) ausgezeichnet mit dem Deutschen Kritikerpreis
- W. A. Mozart: Le Nozze di Figaro. (Als Cherubino). Mit u. a. Bo Skovhus, Marina Mescheriakova, Judith Halász, Renato Girolami, Nicolaus Esterházy Sinfonia, Dirigent Michael Halász (Naxos; 2004)
- Dvorak und seine Zeit. Mit Thomas Hampson, Barbara Bonney, Georg Zeppenfeld, Wolfram Rieger (Orfeo; 2004)
- Bruckner: String Quintet & Wagner. Wesendonck-Lieder. Mit dem Wiener Streichsextett (Pan Classics; 2005)
- W. A. Mozart: La Clemenza di Tito. Mit Michelle Breedt als Annio und u. a. Vesselina Kasarova, Véronique Gens, Charles Castronovo, Alexia Voulgaridou, Münchner Rundfunkorchester, Dirigent: Pinchas Steinberg (Sony; 2006)
- Shakespeare Inspired. Werke von u. a. Elgar, Arne, Britten, Delius, Mit Nina Schumann, Klavier (Two Pianists; 2010)
- Franz Schubert: Jahreszeiten. Lieder. Mit Nina Schumann, Klavier (Two Pianists; 2012)